# Liste der Baudenkmale in Kleinmachnow
In der Liste der Baudenkmale in Kleinmachnow sind alle Baudenkmale der brandenburgischen Gemeinde Kleinmachnow und ihrer Ortsteile aufgelistet. Grundlage ist die Veröffentlichung der Landesdenkmalliste mit dem Stand vom 31. Dezember 2020. Die Bodendenkmale sind in der Liste der Bodendenkmale in Kleinmachnow aufgeführt.

## Baudenkmale in den Ortsteilen
In den Spalten befinden sich folgende Informationen:
- ID-Nr.: Die Nummer wird vom Brandenburgischen Landesamt für Denkmalpflege vergeben. Ein Link hinter der Nummer führt zum Eintrag über das Denkmal in der Denkmaldatenbank. In dieser Spalte kann sich zusätzlich das Wort Wikidata befinden, der entsprechende Link führt zu Angaben zu diesem Denkmal bei Wikidata.
- Lage: die Adresse des Denkmales und die geographischen Koordinaten. Link zu einem Kartenansichtstool, um Koordinaten zu setzen. In der Kartenansicht sind Denkmale ohne Koordinaten mit einem roten beziehungsweise orangen Marker dargestellt und können in der Karte gesetzt werden. Denkmale ohne Bild sind mit einem blauen bzw. roten Marker gekennzeichnet, Denkmale mit Bild mit einem grünen beziehungsweise orangen Marker.
- Bezeichnung: Bezeichnung in den offiziellen Listen des Brandenburgischen Landesamtes für Denkmalpflege. Ein Link hinter der Bezeichnung führt zum Wikipedia-Artikel über das Denkmal.
- Beschreibung: die Beschreibung des Denkmales
- Bild: ein Bild des Denkmales und gegebenenfalls einen Link zu weiteren Fotos des Baudenkmals im Medienarchiv Wikimedia Commons

### Kleinmachnow
| ID-Nr.                           | Lage                                                                | Bezeichnung | Beschreibung | Bild |
| -------------------------------- | ------------------------------------------------------------------- | --- | --- | --- |
| 09190599                         | (Lage)                                                              | Historischer Dorfkern | Dorfanlage | Historischer Dorfkern                                                                                          |
| 09190231                         | (Lage)                                                              | Dorfkirche mit Kirchhofsmauer | Die evangelische Kirche wurde Ende des 15., Anfang des 16. Jahrhunderts erbaut. Im Inneren ein Altaraufsatz aus dem Jahre 1599. Im Hauptfeld des Altars wird eine Abendmahlszene gezeigt. | weitere Bilder                                                                                                 |
| 09190232                         | (Lage)                                                              | Sühnekreuz | Sühnekreuz auf dem Friedhof an der Dorfkirche, Granit; Datierung 1501/1600. | Sühnekreuz |
| 09190947                         | (Lage)                                                              | Teltowkanalbrücke bei Dreilinden | Datierung 1939; Teilzerstörung April 1945; Wiederaufbau 1951-1954; Stahl und Beton. Die namenlose ehemalige Autobahnbrücke liegt zwischen Albrechts Teerofen und Dreilinden am Teltowkanal Kilometer 05,45. Die ehemalige Grenze zwischen West-Berlin und der DDR, heute Landesgrenze zwischen Berlin und Brandenburg, befindet sich genau in der Mitte der Brücke. Der Zubringer der Reichsautobahn 51 von der AVUS zum Berliner Ring und die Brücke wurden 1940 eingeweiht. Als verantwortlicher Bauleiter war Ingenieur Zühlke aus Niesky tätig. Die Autobahn führte kurz hinter dem Zehlendorfer Kleeblatt durch den Forst Dreilinden und die Parforceheide und wurde 1969 verlegt, so dass nicht mehr West-Berliner Gebiet gequert wurde. Das Brückenbauwerk steht als Dokument der deutschen Teilung sowohl auf der Berliner als auch der Kleinmachnower Denkmalliste und wird als Fuß- und Radweg genutzt. | weitere Bilder                                                                                                 |
| 09190576                         | Allee am Forsthaus 5 (Lage)                                         | Forsthaus | Datierung 1890 (Umbau 1905). Ziegelbau (gelb), Fachwerk, eingeschossig, Satteldach. | Forsthaus |
| 09191066                         | Am Bannwald 10 (Lage)                                               | Wohnhaus Schild mit Einfriedung | Datierung 1930. Ziegel und Heraklit, zweigeschossig, Zeltdach, Einfriedung 1936/1940. | Wohnhaus Schild mit Einfriedung                                                                                |
| 09191618                         | Am Fenn 3 (Lage)                                                    | Wohnhaus Walter Tschesche | | Wohnhaus Walter Tschesche                                                                                      |
| 09190620                         | Schopfheimer Allee 10, Am Hochwald, Oberberg 1–11 (ungerade) (Lage) | Forschungsanstalt der Deutschen Reichspost, bestehend aus sechs Institutsgebäuden mit Verbindungsgang, Heizhaus und drei Wohnhäusern | Die Forschungsanstalt wurde von 1939 bis 1943 erbaut. | weitere Bilder                                                                                                 |
| 09191981 Teilobjekt zu: 09190620 | Schopfheimer Allee, Am Hochwald (Lage)                              | Institutsgebäude | Aus der Zeit um 1939/40 stammen fünf baugleiche Institutsgebäude, hinzu kommt ein Ersatzbau aus der Zeit nach 1945. | Institutsgebäude                                                                                               |
| 09191982 Teilobjekt zu: 09190620 | Schopfheimer Allee 10 (Lage)                                        | Heizhaus | Aus der Zeit um 1939/40 stammt auch das zweigeschossige Heizhaus südlich des östlichsten der Institutsgebäude. | Heizhaus |
| 09191983 Teilobjekt zu: 09190620 | Oberberg 1, 3, 5, 7, 9 und 11 (Lage)                                | Wohnhaus | Drei baugleiche Doppelhäuser stehen westlich der Institutsbauten außerhalb des eigentlichen Geländes der Forschungsanstalt. | BW |
| 09191617                         | Am Kiebitzberg 4 (Lage)                                             | Wohnhaus | | Wohnhaus |
| 09190931                         | Am Weinberg, Im Tal, Winzerweg (Lage)                               | Straßenanlage | | Straßenanlage                                                                                                  |
| 09190234                         | Am Weinberg 5 (Lage)                                                | Wohnhaus Paul Henckels | Das Wohnhaus des Schauspielers Paul Henckels wurde von Egon Eiermann im Jahre 1936 entworfen. Es ist ein Ziegelbau mit einem asymmetrischen Giebel. | Wohnhaus Paul Henckels                                                                                         |
| 09190577                         | Am Weinberg 7 (Lage)                                                | Villa Koch | | Villa Koch |
| 09190642                         | Am Weinberg 20 (Lage)                                               | Weinbergschule | | Weinbergschule                                                                                                 |
| 09190713                         | Am Weinberg 29, 31, 33 (Lage)                                       | Wohnhausgruppe mit Garagen | | Wohnhausgruppe mit Garagen                                                                                     |
| 09191080                         | An der Stammbahn 163 (Lage)                                         | Wohnhaus Mulertt | | Wohnhaus Mulertt                                                                                               |
| 09190884                         | Auf der Reutte 5 (Lage)                                             | Wohnhaus | | Wohnhaus |
| 09190566                         | BAB 115 (Lage)                                                      | Reste der Grenzübergangsstelle Drewitz-Dreilinden, bestehend aus Wachtturm, „Führungspunkt“ und Stele für Hoheitszeichen             | Stele mit DDR-Hohheitszeichen | BW |
| Teilobjekt zu: 09191353          | BAB 115 (Lage)                                                      | Grenzwachturm | | Grenzwachturm                                                                                                  |
| 09190565                         | BAB 115 (Lage)                                                      | Sockel des ehemaligen sowjetischen Ehrenmals mit Schneefräse nahe der Grenzübergangsstelle Drewitz/Dreilinden                        | | Sockel des ehemaligen sowjetischen Ehrenmals mit Schneefräse nahe der Grenzübergangsstelle Drewitz/Dreilinden  |
| 09191005                         | Clara-Zetkin-Straße 6 (Lage)                                        | Villa mit Garage und Waschhaus | | Villa mit Garage und Waschhaus                                                                                 |
| 09192443 Teilobjekt zu: 09191005 | Clara-Zetkin-Straße 6 (Lage)                                        | Garage | hinter dem Wohnhaus | BW |
| 09192444 Teilobjekt zu: 09191005 | Clara-Zetkin-Straße 6 (Lage)                                        | Waschhaus | hinter dem Wohnhaus | BW |
| 09191643                         | Clara-Zetkin-Straße 19 (Lage)                                       | Wohnhaus Herholds | | Wohnhaus Herholds                                                                                              |
| 09191175                         | Driftkamp 14 (Lage)                                                 | Wohnhaus Götze | Nach Plänen des Bauhaus Möbeldesingers und Architekten Erich Dieckmann und Architekt Curt Koerner | Wohnhaus Götze                                                                                                 |
| 09191088                         | Eichenweg 6 (Lage)                                                  | Wohnhaus Lattermann | | Wohnhaus Lattermann                                                                                            |
| 09190660                         | Elsternstieg 6/8 (Lage)                                             | Wohnhaus Willy Stein | | Wohnhaus Willy Stein                                                                                           |
| 09190010                         | Erlenweg 29 (Lage)                                                  | Landhaus Lily Braun | Lily Braun war eine Schriftstellerin, Sozialdemokratin und Frauenrechtlerin. Sie lebte bis zu ihrem Tod in dem Haus. Architekt war Bruno Paul | weitere Bilder                                                                                                 |
| 09190885                         | Erlenweg 33 (Lage)                                                  | Landhaus Patermann | Die Villa Patermann ist das ehemalige Wohnhaus des Teltower Biomalz-Fabrikanten Georg Patermann. Sie entstand 1912/1913 als eines der anspruchsvollsten Landhäuser in Kleinmachnow und überstand nahezu unbeschädigt zwei Weltkriege und die Zeit in der Sperrzone auf der DDR-Seite der Berliner Mauer. | Landhaus Patermann                                                                                             |
| 09191622                         | Ernst-Thälmann-Straße 83 (Lage)                                     | Landhaus Witt | | Landhaus Witt                                                                                                  |
| 09191069                         | Fontanestraße 16 (Lage)                                             | Wohnhaus Heinecke | Entwurf Hermann Henselmann, 1932 | Wohnhaus Heinecke                                                                                              |
| 09191653                         | Fontanestraße 20 (Lage)                                             | Wohnhaus Stengel | Entwurf Hermann Henselmann, 1933 | Wohnhaus Stengel                                                                                               |
| 09191638                         | Fontanestraße 22 (Lage)                                             | Wohnhaus Rünger | | Wohnhaus Rünger                                                                                                |
| 09190886                         | Geschwister-Scholl-Allee 14 (Lage)                                  | Wohnhaus (Landhaus Henning) | | Wohnhaus (Landhaus Henning)                                                                                    |
| 09191275                         | Geschwister-Scholl-Allee 26 (Lage)                                  | Wohnhaus Blume | | Wohnhaus Blume                                                                                                 |
| 09190704                         | Geschwister-Scholl-Allee 48 (Lage)                                  | Wohnhaus Franz Villmar (Holzhaus) | | Wohnhaus Franz Villmar (Holzhaus)                                                                              |
| 09191621                         | Geschwister-Scholl-Allee 56 (Lage)                                  | Wohnhaus Simpson | | Wohnhaus Simpson                                                                                               |
| 09190887                         | Geschwister-Scholl-Allee 63 (Lage)                                  | Wohnhaus Langkutsch | | Wohnhaus Langkutsch                                                                                            |
| 09190484                         | Ginsterheide 2 (Lage)                                               | Wohnhaus Frentzel | | Wohnhaus Frentzel                                                                                              |
| 09191623                         | Ginsterheide 17 (Lage)                                              | Wohnhaus Stolt | | Wohnhaus Stolt                                                                                                 |
| 09191078                         | Ginsterheide 22 (Lage)                                              | Wohnhaus Beck mit Einfriedung | | Wohnhaus Beck mit Einfriedung                                                                                  |
| 09190814                         | Ginsterheide 28 (Lage)                                              | Wohnhaus Hölscher | | Wohnhaus Hölscher                                                                                              |
| 09191138                         | Gradnauerstraße 8 (Lage)                                            | Landhaus Busse | | Landhaus Busse                                                                                                 |
| 09191268                         | Gradnauerstraße 15 (Lage)                                           | Wohnhaus Tönnesmann | | Wohnhaus Tönnesmann                                                                                            |
| 09191619                         | Haeckelstraße 6 (Lage)                                              | Wohnhaus Georgi mit Einfriedung | | Wohnhaus Georgi mit Einfriedung                                                                                |
| 09191620 Teilobjekt zu: 09191619 | Haeckelstraße 6 (Lage)                                              | Garage | neben dem Wohnhaus | BW |
| 09191626                         | Hakeburg (Lage)                                                     | Eiskeller | | Eiskeller |
| 09190235                         | Hohe Kiefer (Lage)                                                  | Sowjetisches Ehrenmal | | Sowjetisches Ehrenmal                                                                                          |
| 09191655                         | Im Dickicht 51, 53 (Lage)                                           | Doppelwohnhaus | | Doppelwohnhaus                                                                                                 |
| 09190693                         | Im Kamp 2 (Lage)                                                    | Eigenherd-Schule | | weitere Bilder                                                                                                 |
| 09190692                         | Im Kamp 16 (Lage)                                                   | Wohnhaus Walthausen | Entwurf Werner von Walthausen, 1930 | Wohnhaus Walthausen                                                                                            |
| 09191661                         | Jägerhorn 17 (Lage)                                                 | Wohnhaus Pungs mit straßenseitiger Einfriedung                                                                                       | Bauherrin Elisabeth Pungs. Sie wohnte dort mit ihrem Mann, Friedrich Joseph Pungs, und ihrem Sohn 1932–1936. Der Architekt des Hauses war Paul Rudolf Henning. | Wohnhaus Pungs mit straßenseitiger Einfriedung                                                                 |
| 09190832                         | Jägerstieg 2 (Lage)                                                 | Gemeindehaus der evangelischen Auferstehungsgemeinde                                                                                 | Ehemaliges Gemeindehaus der evangelischen Auferstehungsgemeinde. Die Kirche wurde zu Ostern 2018 entwidmet. | Gemeindehaus der evangelischen Auferstehungsgemeinde                                                           |
| 09190750                         | Jägerstieg 17 (Lage)                                                | Landhaus Ibsch | | Landhaus Ibsch                                                                                                 |
| 09191072                         | Jägerstieg 48 (Lage)                                                | Wohnhaus Claußen mit Einfriedung | | Wohnhaus Claußen mit Einfriedung                                                                               |
| 09191654                         | Johannistisch 28 (Lage)                                             | Wohnhaus | | Wohnhaus |
| 09190236                         | Käthe-Kollwitz-Straße 7 (Lage)                                      | Wohnhaus Kurt Weill | Das Wohnhaus von Kurt Weill wurde nach einem Entwurf von Ferdinand Zarth, 1929/30, erbaut. | Wohnhaus Kurt Weill                                                                                            |
| 09191068                         | Kapuzinerweg 2 (Lage)                                               | Wohnhaus Lindhorst mit Einfriedung                                                                                                   | | Wohnhaus Lindhorst mit Einfriedung                                                                             |
| 09191560                         | Kapuzinerweg 16 (Lage)                                              | Landhaus Reichel | | Landhaus Reichel                                                                                               |
| 09191639                         | Kapuzinerweg 20 (Lage)                                              | Wohnhaus (Landhaus Utke) | | Wohnhaus (Landhaus Utke)                                                                                       |
| 09190238                         | Karl-Marx-Straße, Ernst-Thälmann-Straße, Hohe Kiefer (Lage)         | Gedenkstein für die Opfer des Faschismus (OdF)                                                                                       | Das Denkmal besteht aus einem Findling umgeben von Sträuchern. Auf dem Findling befindet sich ein rotes Dreieck, welches auf der Spitze steht. Über dem Dreieck steht „KZ“ unter dem Dreieck „DEN TOTEN / ZUR EHRE / DEN LEBENDEN / ZUR PFLICHT“. | Gedenkstein für die Opfer des Faschismus (OdF)                                                                 |
| 09190888                         | Karl-Marx-Straße 72 (Lage)                                          | Wohn- und Atelierhaus Alfred Schild                                                                                                  | Wohn- und Atelierhaus Alfred Schild | Wohn- und Atelierhaus Alfred Schild                                                                            |
| 09191400                         | Karl-Marx-Straße 117 (Lage)                                         | Wohnhaus und Verkaufsbüro der Bürgerhaus-Stiftung                                                                                    | | Wohnhaus und Verkaufsbüro der Bürgerhaus-Stiftung                                                              |
| 09191142                         | Karl-Marx-Straße 132 (Lage)                                         | Tankstelle | | Tankstelle |
| 09190641                         | Karl-Marx-Straße 142 (Lage)                                         | Wohnhaus (Holzhaus) | | Wohnhaus (Holzhaus)                                                                                            |
| 09191652                         | Klausenerstraße 7 (Lage)                                            | Wohnhaus (Mehrfamilienhaus Blume) | | Wohnhaus (Mehrfamilienhaus Blume)                                                                              |
| 09190796                         | Klausenerstraße 9a (Lage)                                           | Wohnhaus | | BW |
| 09190237 Wikidata                | Klausenerstraße 15 (Lage)                                           | Wohnhaus mit Remisenhaus (Villa Medon)                                                                                               | | weitere Bilder                                                                                                 |
| 09191781 Teilobjekt zu: 09190237 | Klausenerstraße 15 (Lage)                                           | Remise | neben dem Wohnhaus | BW |
| 09191614                         | Klausenerstraße 22 (Lage)                                           | Gedenkstein Lily und Otto Braun | Der Gedenkstein (Datierung 1926) befindet sich auf einem Eckgrundstück. Dieses gehörte ursprünglich zum Grundstück Erlenweg 29. Hier befand sich der Garten des Landhauses Braun. | Gedenkstein Lily und Otto Braun                                                                                |
| 09191631                         | Lepckestraße 17 (Lage)                                              | Wohnhaus (Zweifamilienhaus Timm) | | Wohnhaus (Zweifamilienhaus Timm)                                                                               |
| 09191662                         | Machaweg 12 (Lage)                                                  | Wohnhaus Hackemann | | Wohnhaus Hackemann                                                                                             |
| 09191035                         | Machaweg 15 (Lage)                                                  | Wohnhaus (Haus Sachsenberg) | Massiver markanter Klinkerbau, eingeschossig, mit Terrassenanlage, Garten und Einfriedung aus Naturstein, opulentes Walmdach. Datierung 1932, Umbau 1937-1938, ein weiterer Umbau erfolgte 2010-2013. | weitere Bilder                                                                                                 |
| 09190671                         | Machnower Schleuse 1-12, 15, 16 (Lage)                              | Kanalsiedlung, bestehend aus sechs Wohnhäusern mit Außenanlagen und acht Wirtschaftsgebäuden                                         | | Kanalsiedlung, bestehend aus sechs Wohnhäusern mit Außenanlagen und acht Wirtschaftsgebäuden                   |
| 09191011                         | Max-Reimann-Straße 10 (Lage)                                        | Wohnhaus (Haus Max Barth) | Entwurf Hans und Wasili Luckhardt, 1936 | Wohnhaus (Haus Max Barth)                                                                                      |
| 09190889                         | Max-Reimann-Straße 16 (Lage)                                        | Wohnhaus Franke | | Wohnhaus Franke                                                                                                |
| 09190815                         | Medonstraße 27 (Lage)                                               | Wohnhaus Werner | | Wohnhaus Werner                                                                                                |
| 09190240                         | Stahnsdorfer Damm (Lage)                                            | Schleusenanlage des Teltowkanals | Die Schleusenanlage wurde von 1901 bis 1906 als Teil des Teltowkanals gebaut. | weitere Bilder                                                                                                 |
| 09190665                         | Stahnsdorfer Damm 1 (Lage)                                          | Gasthof Schleusenkrug | | Gasthof Schleusenkrug                                                                                          |
| 09191001                         | Stahnsdorfer Damm 19 (Lage)                                         | Gasthof zur Schleuse | | Gasthof zur Schleuse                                                                                           |
| 09190890                         | Stahnsdorfer Damm 81 (Lage)                                         | Bosch-Werke, Verwaltungs- sowie Büro- und Laborgebäude mit Werkseinfahrt, Pförtnerhäuschen und Wagenunterstand                       | | Bosch-Werke, Verwaltungs- sowie Büro- und Laborgebäude mit Werkseinfahrt, Pförtnerhäuschen und Wagenunterstand |
| 09191093                         | Steinweg 1 (Lage)                                                   | Kapelle des Waldfriedhofs | Nach Plänen des Bauhaus Möbeldesingers und Architekten Erich Dieckmann | Kapelle des Waldfriedhofs                                                                                      |
| 09190241                         | Tucholskyhöhe 11 (Lage)                                             | Wohnhaus Johannes Bahner | Vorentwürfe unter Bezeichnung Haus Gass, Entwurf Walter Gropius, Mitwirkung Carl Fieger, Hanns Dustmann, 1933 | Wohnhaus Johannes Bahner                                                                                       |
| 09190242                         | Tucholskyhöhe 12 (Lage)                                             | Wohnhaus Adolf Ihring | Entwurf Hermann Henselmann, 1934 | Wohnhaus Adolf Ihring                                                                                          |
| 09190795                         | Winzerweg 5 (Lage)                                                  | Wohnhaus | | BW |
| 09190643                         | Winzerweg 7 (Lage)                                                  | Wohnhaus Lüppert | | BW |
| 09190243                         | Zehlendorfer Damm (Lage)                                            | Medusentor des alten Gutsareals | | weitere Bilder                                                                                                 |
| 09190668                         | Zehlendorfer Damm 53–59 (ungerade) (Lage)                           | Wohnhausgruppe | | Wohnhausgruppe                                                                                                 |
| 09191048                         | Zehlendorfer Damm 71/71c (Lage)                                     | Seemannserholungsheim, bestehend aus Mannschaftshaus 2, Verwaltungsgebäude und Einfriedung                                           | | Seemannserholungsheim, bestehend aus Mannschaftshaus 2, Verwaltungsgebäude und Einfriedung                     |
| 09191577                         | Zehlendorfer Damm 132 (Lage)                                        | Wohnhaus Dassbach | | Wohnhaus Dassbach                                                                                              |
| 09191657                         | Zehlendorfer Damm 169 (Lage)                                        | Wohnhaus | | Wohnhaus |
| 09190233                         | Zehlendorfer Damm 185 (Lage)                                        | Neue Hakeburg | Die Neue Hakeburg ist ein burgähnliches Landhaus. Sie wurde 1906–1908 im Burgenstil erbaut. | weitere Bilder                                                                                                 |
| 09190636                         | Zehlendorfer Damm 185 (Lage)                                        | Torgebäude der Hakeburg | | Torgebäude der Hakeburg                                                                                        |
| 09190839                         | Zehlendorfer Damm 200 (Lage)                                        | Gutsarbeiterhaus mit Nebengebäude | | Gutsarbeiterhaus mit Nebengebäude                                                                              |
| 09191573                         | Zehlendorfer Damm 212 (Lage)                                        | Dorfschule mit Nebengebäude | | Dorfschule mit Nebengebäude                                                                                    |
| 09190244                         | Zehlendorfer Damm 217 (Lage)                                        | Mühlengebäude | | weitere Bilder                                                                                                 |

### Ehemalige Baudenkmale
| ID-Nr.   | Lage                       | Bezeichnung             | Beschreibung | Bild                    |
| -------- | -------------------------- | ----------------------- | ------------ | ----------------------- |
| 09190777 | Karl-Marx-Straße 18 (Lage) | Kulturhaus Kammerspiele |              | Kulturhaus Kammerspiele |